# واییدوپار
واییدوپار (به اسپانیایی: Valledupar) یک سکونتگاه مسکونی در کلمبیا است که در بخش سزار واقع شده‌است.

## خصوصیات
واییدوپار ۴٬۹۷۷٫۶۶ کیلومترمربع مساحت و ۴۲۳٬۲۶۰ نفر جمعیت دارد و ۱۸۰ متر بالاتر از سطح دریا واقع شده‌است.